# 舒光冀
舒光冀（1916年—2002年9月6日），男，江苏南京人，中国机械铸造专家，曾任南京工学院教授、博士生导师。